# Harwich Center
Harwich Center é um lugar designado pelo censo localizado no condado de Barnstable no estado estadounidense de Massachusetts. No Censo de 2010 tinha uma população de 1.798 habitantes e uma densidade populacional de 303,02 pessoas por km².

## Geografia
Harwich Center encontra-se localizado nas coordenadas 41° 41′ 32″ N, 70° 04′ 10″ O. Segundo a Departamento do Censo dos Estados Unidos, Harwich Center tem uma superfície total de 5.93 km², da qual 5.82 km² correspondem a terra firme e (1.83%) 0.11 km² é água.

## Demografia
Segundo o censo de 2010, tinha 1.798 pessoas residindo em Harwich Center. A densidade populacional era de 303,02 hab./km². Dos 1.798 habitantes, Harwich Center estava composto pelo 91.66% brancos, o 2.39% eram afroamericanos, o 0.33% eram amerindios, o 0.56% eram asiáticos, o 0% eram insulares do Pacífico, o 2.67% eram de outras raças e o 2.39% pertenciam a duas ou mais raças. Do total da população o 1.78% eram hispanos ou latinos de qualquer raça.